# Puerto Asís
Puerto Asís – miasto w Kolumbii, w departamencie Putumayo.